# Nekropole von Soderstorf
Die Nekropole von Soderstorf ist eine einmalige Häufung von vorzeitlichen Relikten in der Gemeinde Soderstorf im Landkreis Lüneburg in Niedersachsen.
Die Nekropole befinden sich südlich der Wohlenbütteler Straße am Rande des Luhetals. Der Platz wurde mehr als 2000 Jahre von verschiedenen multikulturellen Gesellschaften genutzt. Die Anlagen besteht aus einem Großsteingrab, einem Grabhügel, Steinkreisen, Steinpflastern, dem Urnengräberfeld sowie einem Flachgrab.

## Das Großsteingrab und seine Nachnutzung
Die während der Jungsteinzeit von Trägern der Trichterbecherkultur (TBK) zwischen 3500 und 2800 v. Chr. errichtete Megalithanlage mit der Sprockhoff-Nr. 682 wurde im Jahre 1883 ausgegraben. Die West-Ost orientierte Anlage hat eine Größe von zehn mal drei Metern. Auf den elf Tragsteinen liegen vier Decksteine. Die Innen 6,2 × 1,65 Meter messende Kammer war noch bis zur Tragsteinoberkante von einem Erdhügel bedeckt. Der Zugang lag außermittig auf der südlichen Langseite. Der während der Bronzezeit für Nachbestattungen erhöhte Rundhügel ist von einem Steinkranz umgeben. Das Bodenpflaster aus Rollsteinen war mit Granitgruß bedeckt.
Die im Jahre 1970 ausgelöste Nachuntersuchung konnte eine mehrphasige Nutzung belegen. Funde aus der jüngeren Trichterbecherkultur von 3500 bis 2800 v. Chr. wurden nur in geringem Umfang geborgen. Indessen wurden in der Kammer und ihrer Umgebung Funde aus der Zeit der Einzelgrabkultur von 2800 bis 2500 v. Chr. gemacht, die aus Nachnutzungen des Großsteingrabs stammen. In der frühen Bronzezeit wurde der Hügel umgestaltet. Das dieser Neugestaltung zugehörige Grab wurde wahrscheinlich bei der Untersuchung von 1883 unerkannt zerstört. Der damals gefundene bronzene Armring kann als Grabbeigabe angesehen werden. In der jüngeren Bronzezeit wurde der Hügel auf halber Höhe mit einem zweiten engeren Steinkranz umgeben. In der Hügelschüttung wurden Reste von Leichenbrand gefunden, die auf die übliche Bestattungssitte dieser Zeit weisen.

Nekropole von Soderstorf
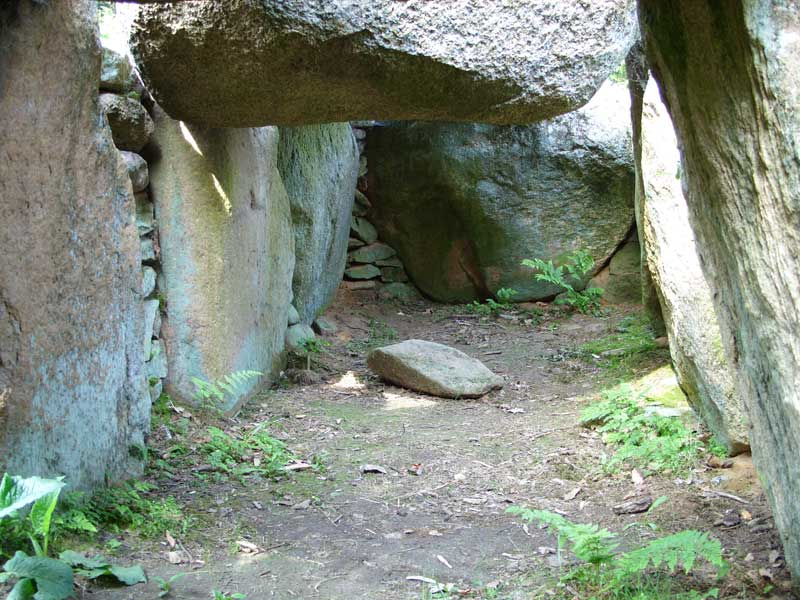
Detail der Kammer
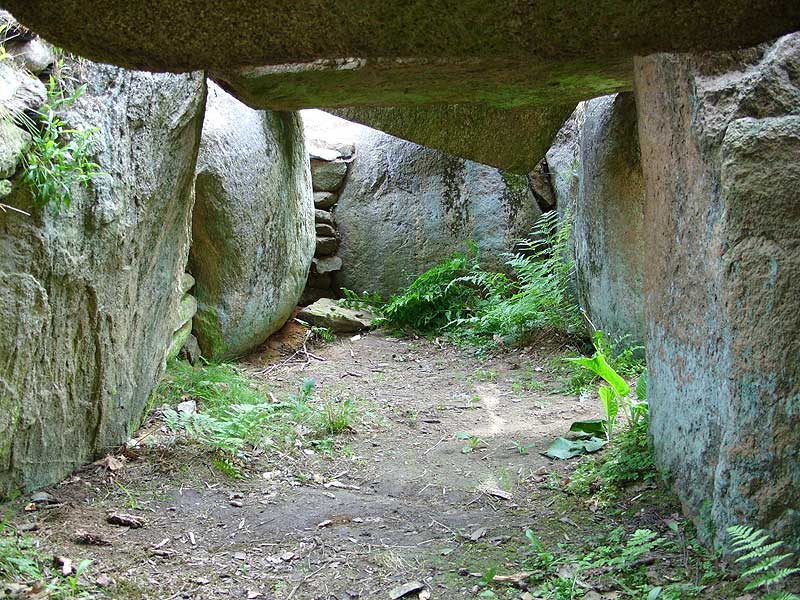
Detail der Kammer
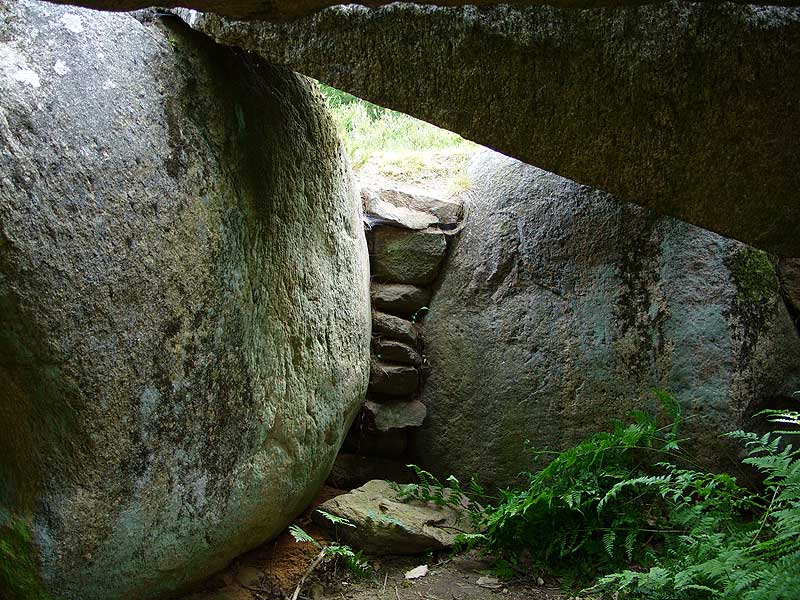
Detail der Kammer

## Hügelgrab
Südlich des Großsteingrabes liegt ein bronzezeitliches Hügelgrab mit einem Steinkranz um den Hügelfuß. Festgestellte Bodenverfärbungen weisen auf zwei Baumsargbestattungen. An Beigaben wurden ein Absatzbeil und eine Nadel aus Bronze gefunden. In der Umgebung lagen weitere Hügelgräber die jedoch zerstört sind.

## Urnengräberfeld
Zwischen Großstein- und Hügelgrab liegt ein Urnengräberfeld der frühen vorrömischen Eisenzeit mit etwa 94 Grabstellen. Sie zeichnen sich durch heterogene Steinpflaster von bis zu vier Metern Durchmesser bzw. Steinsetzungen aus, die neben kleinen Stelen wohl der Kennzeichnung der Grabstellen und dem Schutz der Tongefäße dienten. Gelegentlich lag der Leichenbrand in einer kleinen Steinkiste. Auf dem Urnengräberfeld sind hauptsächlich Erwachsene bestattet, überwiegend handelt es sich um Frauen deren Urnen unter den Steinpflastern lagen.

Details des Gräberfeldes
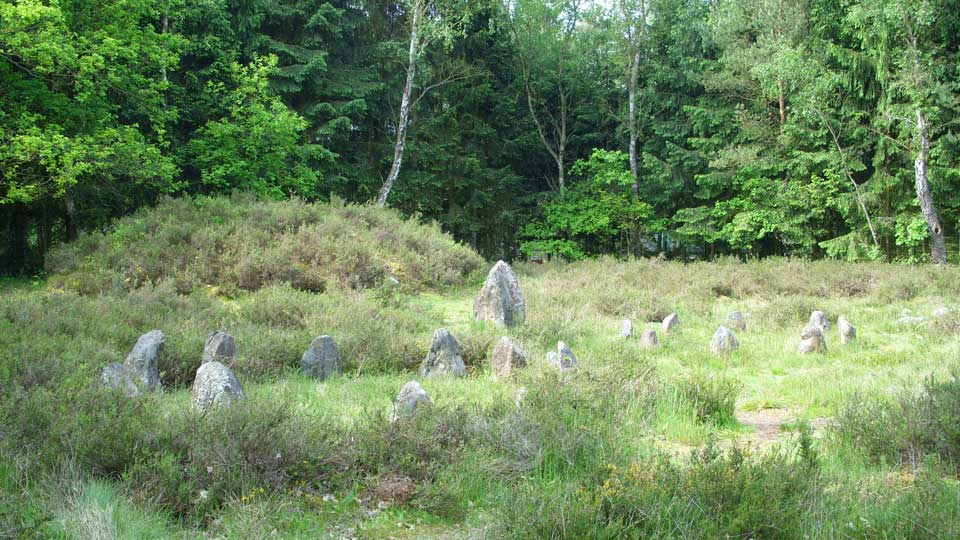
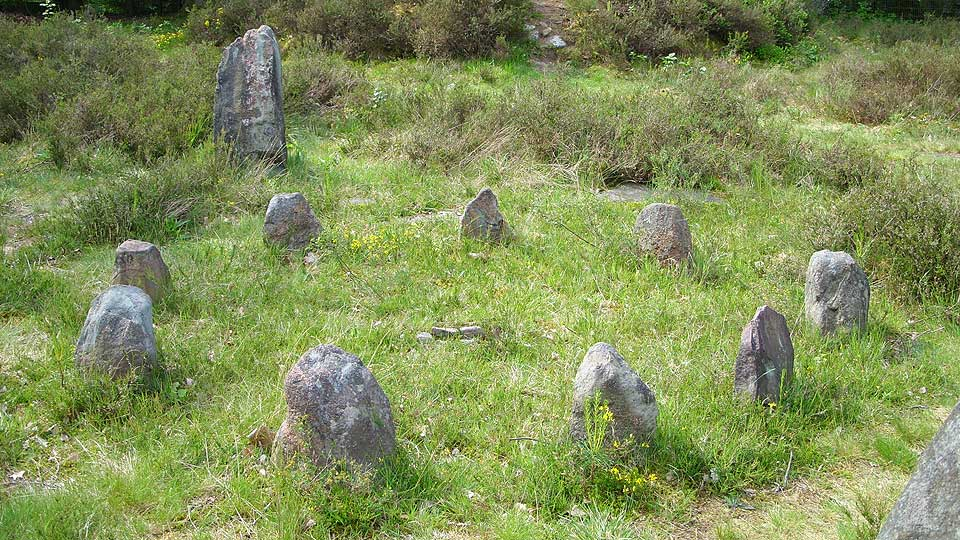
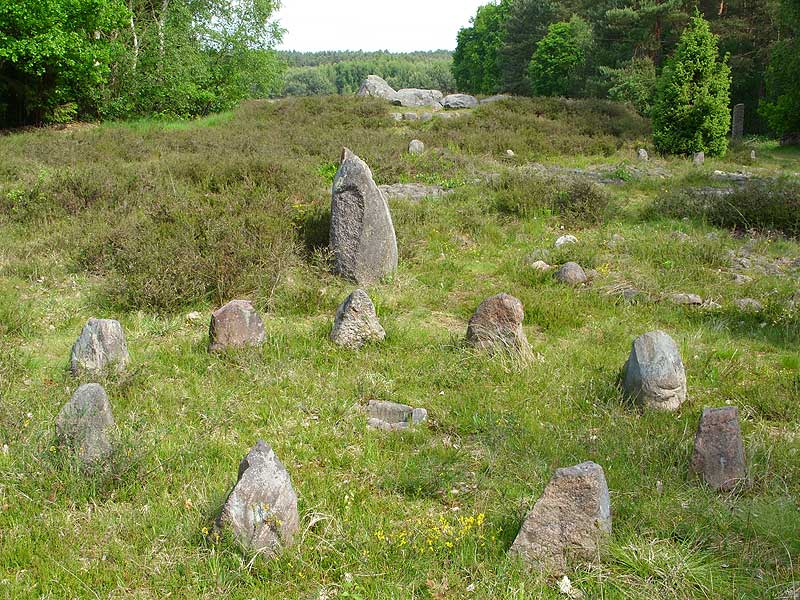

## Flachgrab
Im weniger dicht bestückten Teil des Urnengräberfeldes wurde ein Flachgrab der Trichterbecherkultur mit einem Steinbeil als Grabbeigabe gefunden.